# Umberto Visentin
Umberto Visentin (Treviso, 24 dicembre 1909 – Treviso, 27 luglio 1994) è stato un calciatore e allenatore di calcio italiano che ha giocato nel ruolo di attaccante. Era noto come Visentin III per distinguerlo da Giuseppe (I) e Gino (II).

## Carriera

### Calciatore

#### Club
Cominciò a giocare nel Treviso. A 19 anni si trasferì all'Ambrosiana, in cui esordì il 21 ottobre 1928 (Pro Vercelli - Ambrosiana 4-1). Ala destra dalla tecnica raffinata, divenne ben presto un titolare inamovibile dell'attacco nerazzurro. Nella stagione 1929-30, quella del terzo scudetto interista, diede un enorme contributo tecnico, siglando 5 goal in 27 presenze. Giocò nell'Inter fino a quando, scalato tra le riserve per far posto a Frione, si trasferì al Napoli, nel 1933. Le successive stagioni in serie A, prima con la squadra partenopea, poi con la Lazio, furono comunque in tono minore. Concluse la carriera a Treviso, di cui divenne bandiera da calciatore, con complessive 149 presenze e 46 goal e, in seguito, allenatore.

#### Nazionale
Non giocò mai in Nazionale, anche se disputò tre incontri con la rappresentativa B.

### Allenatore
Oltre al Treviso, allenò il Vigevano e il Brindisi nel campionato di Serie C 1952-1953.

## Palmarès

### Giocatore

#### Competizioni nazionali
- Campionato italiano: 1

Ambrosiana: 1929-1930

#### Competizioni regionali
- Campionato italiano di terza divisione: 1

Treviso: 1924-1925